# Lokomotivka Vídeňské Nové Město
Lokomotivka a strojírna ve Vídeňském Novém Městě (německy Lokomotiv-Fabrik Wiener Neustadt, v průběhu času známá i jako W.Günther nebo G.Sigl) v Dolním Rakousku, byla do první světové války největším podnikem svého druhu v Rakousku-Uhersku. Lokomotivy se tu vyráběly v letech 1842–1929, poté do roku 1942 ještě pokračovala výroba lokomotivních tendrů. Během druhé světové války byla přeměněna na zbrojovku. Areál původní továrny vzal za své při spojeneckých náletech v letech 1943–1945.

## Historie

### Raná historie továrny (1842–1860)
Když v Rakousku započala výstavba prvních železnic a v letech 1841-42 zahájila provoz C.k. priv. Vídeňsko-Raabská dráha (WRE) do Gloggnitz přes Vídeňské Nové Město, vznikly v tomto místě příhodné podmínky lokomotivní výrobu. Roku 1842 Carl von Prevenhueber v zastoupení majitele železáren Josefa Sesslera se společníky: inženýrem společnosti Vídeňsko-Raabské dráhy Wenzlem Güntherem a strojmistry WRE Heinrichem Bühlerem a Fideliem Armbrusterem zakládá na severovýchodním okraji Vídeňského Nového Města továrnu na lokomotivy a strojírnu. Roku 1845 přechází vlastnictví továrny výhradně na W. Günthera. V roce 1853 získala firma licenci na státní dodávky a přijala název K. k. priv. Locomotiv & Maschinen-Fabrik Wiener Neustadt. Roku 1857 byla vyrobena 200. parní lokomotiva.
Roku 1858 ovládla továrnu ve Vídeňském Novém Městě banka Österreichische Credit-Anstalt a vedením pověřila nejprve Josepha Halla a od roku 1860 pak Carla Schaua.

### Siglova strojírna a lokomotivka ve Vídni (1851–1889)

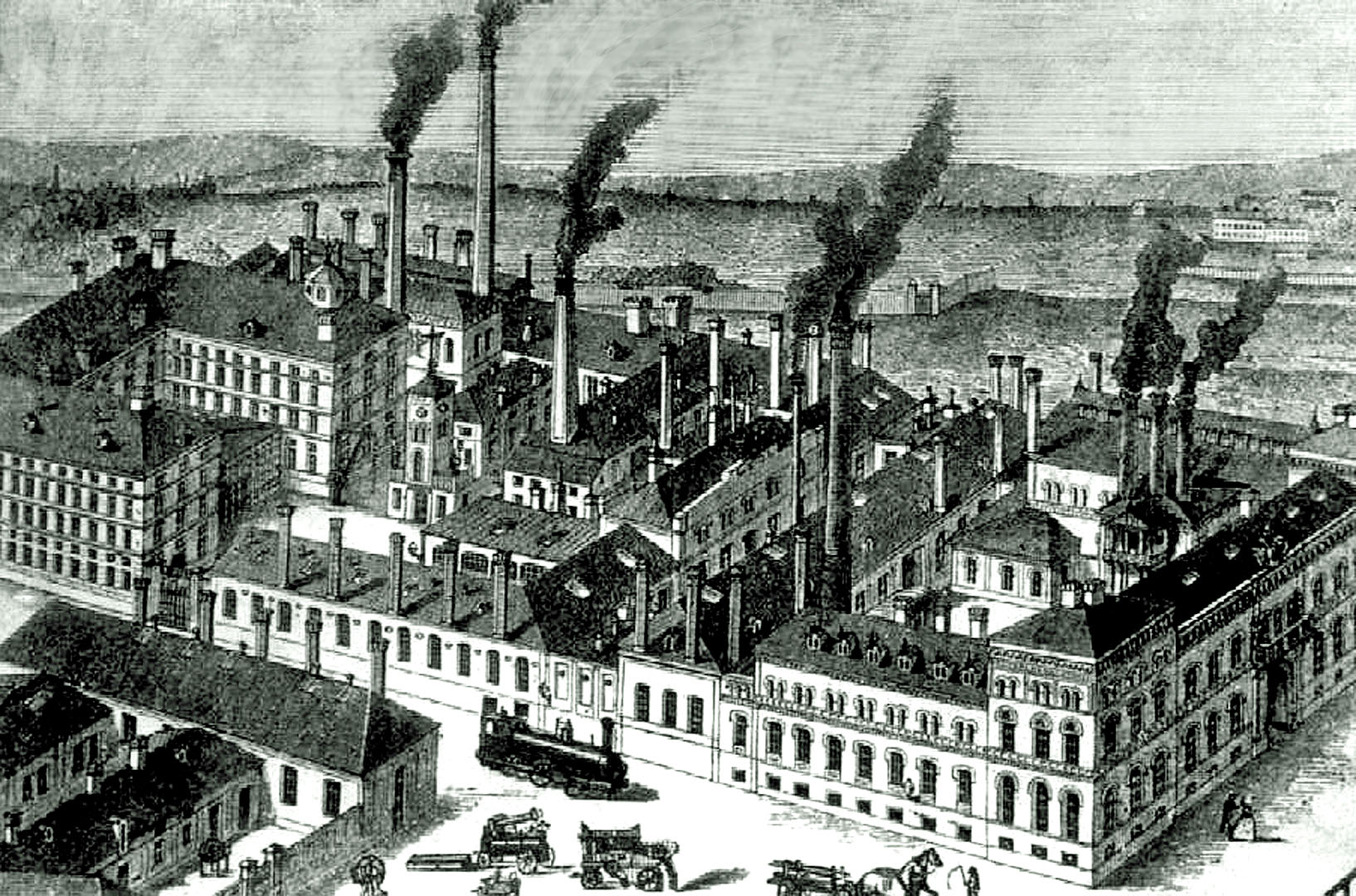
Strojírna a lokomotivka Sigl Vídeň kolem roku 1870

V roce 1844 si americký výrobce lokomotiv Norris pro lepší uspokojení poptávky po svých výrobcích vybudoval montážní lokomotivní dílnu v 9. vídeňském obvodu. V provozu ale byla jen do roku 1846. V roce 1851 získal její areál v dražbě úspěšný výrobce tiskařských strojů Georg Sigl a za účelem dalšího rozšíření svého podnikání ho přebudoval. Získaná volná kapacita byla využita k výrobě dalších strojírenských výrobků a lokomotiv.
Konstrukce původních Siglových lokomotiv byla účelově prostá, dobově osvědčená, bez technických experimentů: stejné základní provedení, uspořádání náprav 1B, případně C s hallskými klikami pevně ve vnějším rámu, malá kola u nákladních lokomotiv, velká u rychlíkových. Jejich výrobu zahájila vídeňská strojírna roku 1857 úspěšným strojem 1B m2 "GUTENBERG", určeným pro smíšený provoz na Jižní dráze.
Po roce 1861 docházelo k dělení zakázek a vzájemné specializaci s továrnou ve Vídeňském Novém Městě, od r. 1870 dostávaly vyrobené lokomotivy obou závodů výrobní čísla ve společné řadě. K únoru 1870 bylo ve Vídni vyrobeno 224 parních lokomotiv, celkem jich z továrny vyjelo odhadem okolo 400. Výroba lokomotiv byla ve Vídni ukončena po roce 1873, dodávky dobíhaly ještě v několika následujících letech. Po Siglově smrti (1887) byla továrna definitivně uzavřena.

### Éra Georga Sigla (1861–1875)

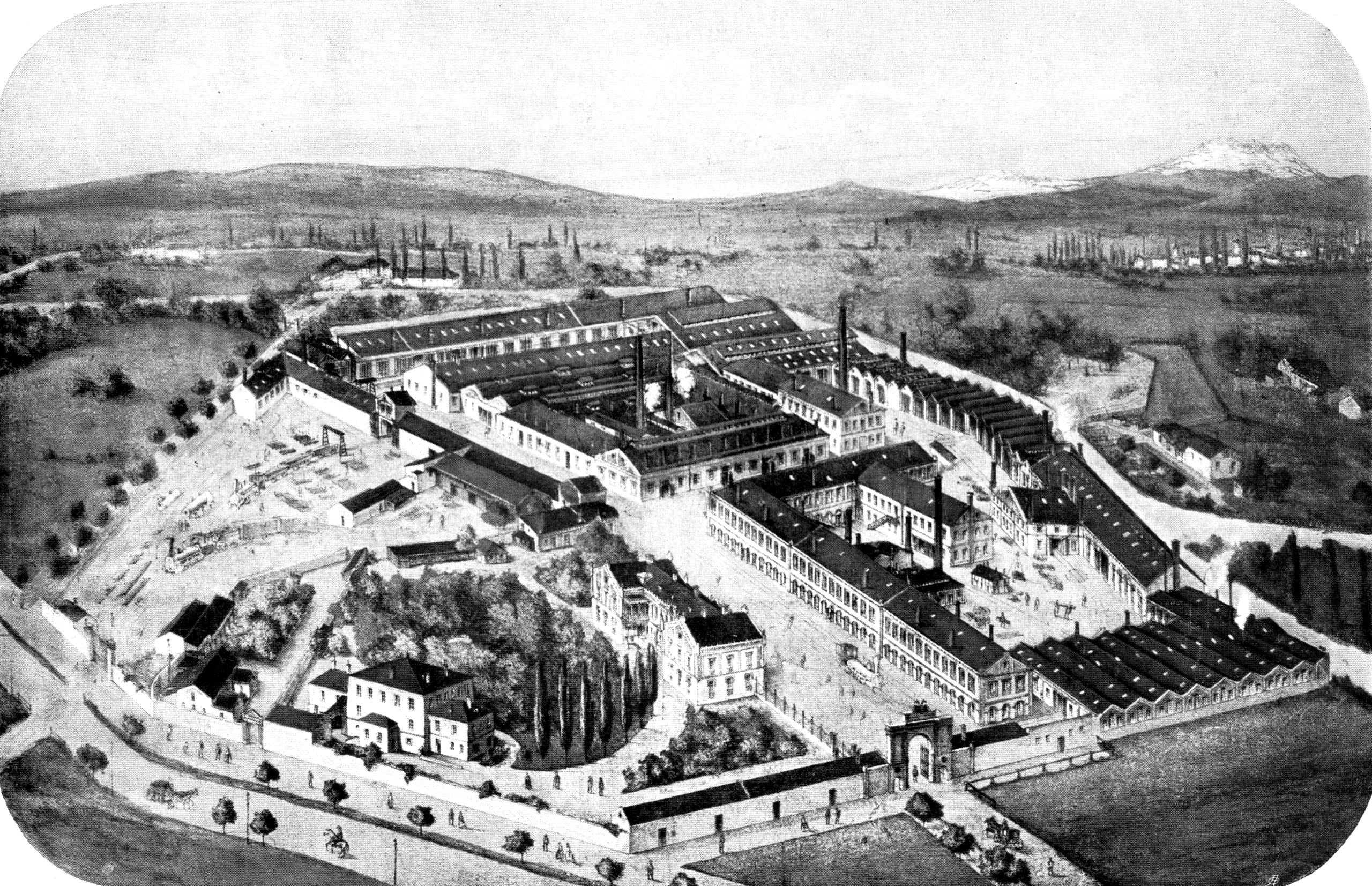
Idealizovaný pohled na lokomotivku Sigl ve Vídeňském Novém Městě mezi roky 1860 a 1870

V roce 1861 banka Credit-Anstalt novoměstskou továrnu pronajala a následně i roku 1867 prodala vídeňskému podnikateli Georgu Siglovi. Ten ji dále rozšířil a zmodernizoval a vytvořil z ní během několika let největší lokomotivku monarchie. Aby omezil závislost na dodavatelích, koupil v Dolním Rakousku a Uhrách železárny, železnorudné a uhelné doly, k nim postavil huť.
Od 60.let byly Siglovy lokomotivy vyváženy i do Německa a Ruska. Mj. byly dodány na dráhy Varšava – Vídeň, Moskva – Kursk, Rjašsk – Moršansk, Oděsa – Baltea nebo Voroněž – Kozlov, pro Viselskou železnici nebo pro meklenburské státní dráhy, pro Hornoslezské uhelné dráhy v Prusku nebo do Šlesvicka-Holštýnska. Nové odbytové možnosti přineslo urychlené rozšiřování uherské železniční sítě po rakousko-uherském vyrovnání roku 1867.
V roce 1870 byla ve spojených Siglových lokomotivkách vyrobena tisící lokomotiva a firma zaměstnávala přes 3500 lidí. Také v novoměstském závodě se kromě lokomotiv vyráběly parní kotle, tiskařské lisy, lodní parní stroje a další strojírenské výrobky, které se vyvážely do celého světa. Konjunkturu zastavil až propad trhu v krizi po roce 1873. Do roku 1875 byl Sigl nucen své podniky včetně novoměstské lokomotivky prodat. Zůstala mu pouze vídeňská strojírna se všeobecným výrobním sortimentem, výrobu lokomotiv musel opustit.
V Siglově novoměstské továrně byl v roce 1865 založen dělnický spolek, první v Rakousku.

### Akciová společnost (po r. 1875)

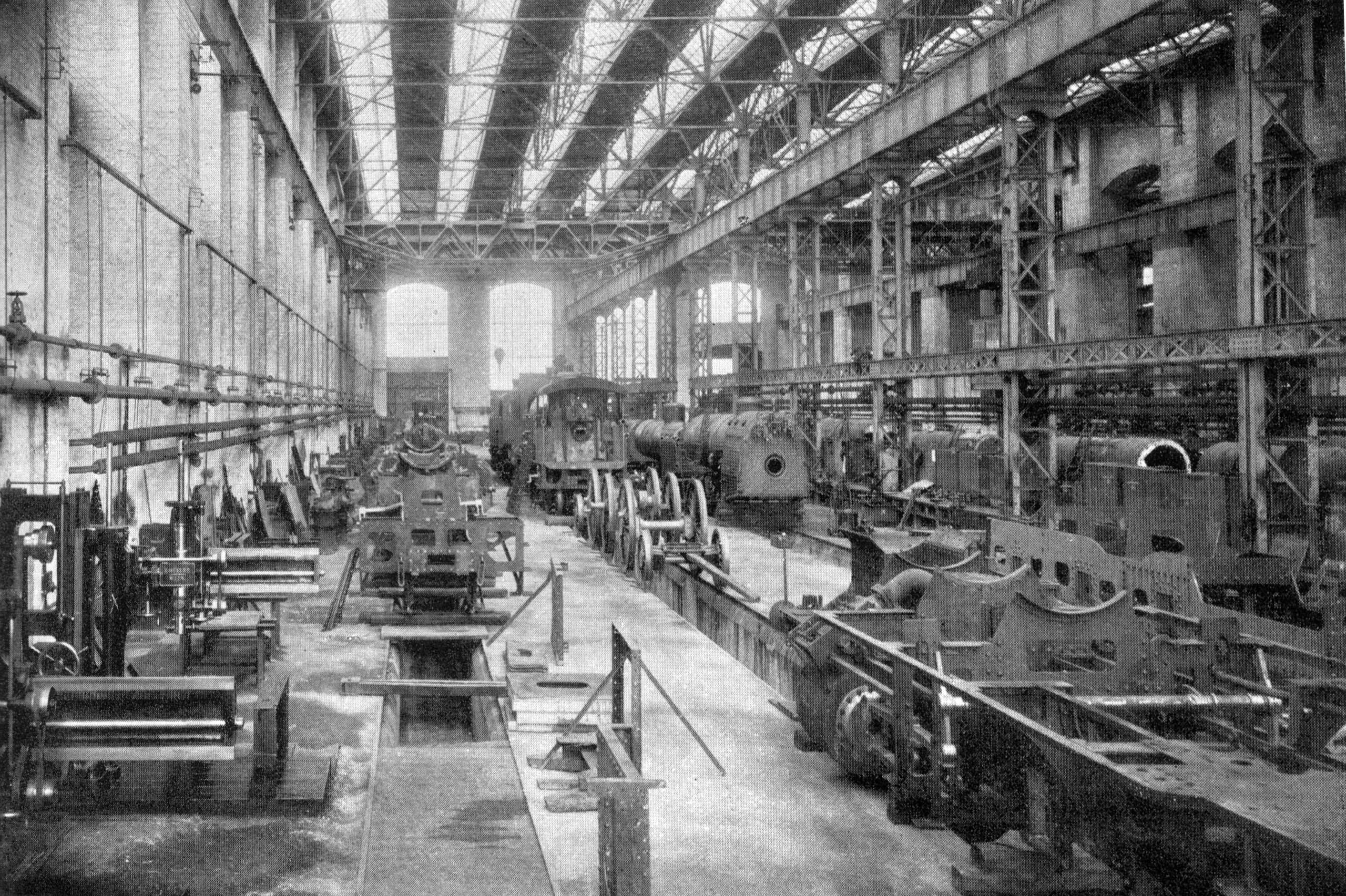
Lokomotivní montážní hala 1910, lokomotivka Vídeňské Nové Město

Po krachu na vídeňské burze v roce 1873 se továrna dostala do odbytových potíží, musela být prodána společnosti Schoeller & Co. a brzy poté přeměněna na akciovou společnost Aktiengesellschaft der Lokomotiv-Fabrik dříve G. Sigl, v níž měl třetinový podíl i rakouský stát. Roku 1897 byla vyrobena 4000. lokomotiva, lokomotiva s číslem 5000 v roce 1910. Rozšíření a modernizace továrny proběhly ještě v letech 1907 až 1912, když nejstarší objekty v areálu byly opuštěny.
Po první světové válce a rozpadu monarchie odbyt výrazně poklesl, zůstalo jen několik set zaměstnanců. Za světové hospodářské krize vedl další propad trhu k zániku firmy roku 1930 a jejímu převzetí vídeňskou lokomotivkou Floridsdorf, která sem přesunula výrobu tendrů a kotlů.
Po anšlusu Rakouska převzala lokomotivku ve Floridsdorfu a s ní i zařízení a továrnu ve Vídeňském Novém Městě německá skupina Henschel & Sohn. Aby se výroba tendrů co nejvíce zvýšila, byl závod následně značně rozšířen. Wiener Neustadt se stal největší továrnou na tendry v Německé říši, velká část válečných lokomotiv řad DRB 42 a 52 jezdila s tendry zde vyrobenými. Roku 1942 se objevil pokus o obnovení výroby parních lokomotiv, dva rozestavěné stroje ale byly nakonec dokončeny ve Floridsdorfu.
Od května 1942 byla továrna provozována pod krycím názvem Rax-Werke Ges.m.b.H. Od roku 1943 se zde vyráběly i dělové hlavně, a krátce i části raket A4 (alias V-2), využíváni k tomu byli vězni z koncentračního tábora Mauthausen. Areál byl vážně poničen při náletech na sousední letecké závody a nádraží v letech 1943-45. Po roce 1945 byl provoz v areálu továrny v omezeném rozsahu znovu obnoven, ale definitivně byl ukončen roku 1965.
Vedle několika málo objektů přežil do současnosti i portál vstupní brány továrny, v 70. letech 20. století upravený jako památník rakouskému dělnickému hnutí a památkově chráněný.

## Konstrukce a výroba lokomotiv

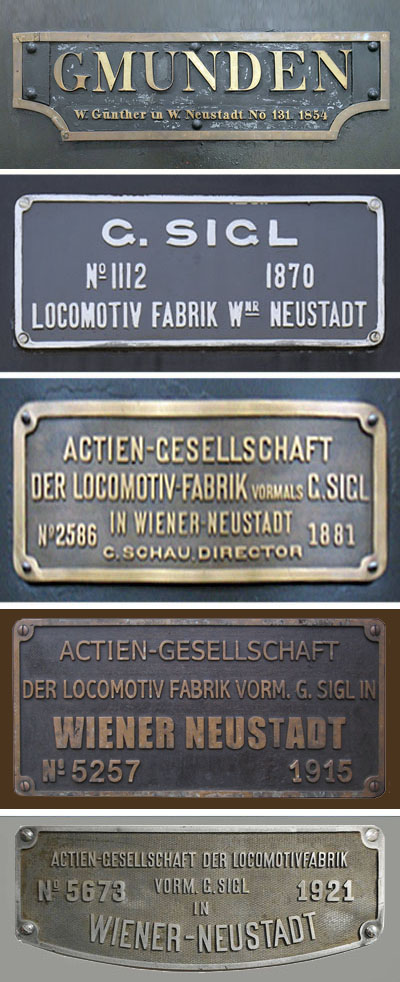
Tovární štítky lokomotivky Wʳ Neustadt z let 1854 až 1921

Lokomotivka Wiener Neustadt byla ve své době jedním z nejvýznamnějších dodavatelů lokomotiv pro soukromé i státní dráhy v rakouské části monarchie, včetně těch na území Česka, a do zavedení protekcionistických opatření ve prospěch domácího průmyslu uherským parlamentem i pro její Zalitavskou část. Dodávky směřovaly i za hranice monarchie, mj. do Ruska nebo Německa. Významný byl její inovativní a unifikační přínos konstrukci parních lokomotiv. Řada dalších lokomotivek, včetně lokomotivky MÁV nebo První českomoravské, začínala od 60. let 19. století vyrábět podle plánů připravených ve Vídeňském Novém Městě, nebo se řešeními její konstrukční školy inspirovala.
Prvních šest lokomotiv je vyrobeno r.1842 po vzoru stroje, zakoupeného v Americe 1838, pro Společnost severní státní dráhy (alias dráha Olomoucko-pražská). Kotle pro ně byly vyrobeny v Sesslerově železárně v Krieglachu. Odlitky byly objednávány také u zahraničních sléváren. Měděné topné trubky dodal místní mědikovec. Lokomotivy 2'A podle Norrisova vzoru pro NStB byly stěžejním výrobním programem až do roku 1846.
V letech 1850/51 se firma zúčastnila státní soutěže na lokomotivy pro Semmeringskou dráhu a s lokomotivou "Wr.-NEUSTADT" originální typové konstrukce s děleným pojezdem a zdvojeným parním strojem, později známé jako Mayerova, získala druhou cenu.
Güntherova továrna dodala v letech 1854–1855 i první lokomotivy pro koněspřežnou dráhu Č.Budějovice – Linec – Gmunden. Byly ještě úzkorozchodné a s ohledem na kolejový svršek zvlášť lehké. Na úseku z Lince do Budějovic nepadalo, vzhledem ke směrovým a výškovým poměrům na jižní rakouské rampě, v úvahu, jezdily převážně na navazující trati z Lince do Gmundenu. Jedna z nich, lokomotiva č.4 "GMUNDEN" C.k. privilegované První rakouské železniční společnosti (EEG) je zachována a vystavena v muzeu rakouské Jižní dráhy v Mürzzuschlagu.
Technicky zajímavé byly lokomotivy polotendrové konstrukce Engerthovy soustavy, nebo lokomotivy soustavy Fairlie. Továrna zvládala i ve své době technologicky náročnou výrobu náprav s Hallovým (halským) klikovým systémem. Severní dráze císaře Ferdinanda dodala rychlíkové lokomotivy s Gölsdorfovým sdruženým parním strojem, státním drahám pak jako jedna z prvních už v 80. letech 19. století lokomotivy s uspořádáním 1'D (čtyřspřežní lokomotivy s běhounem vpředu).
Na Světové výstavě ve Vídni v roce 1873 byla společnost zastoupena mimo jiné lokomotivou "RITTINGER" pro společnost Rakouské severozápadní dráhy. Tato lokomotiva, identická s dříve vyrobenou lokomotivou Jižní dráhy řady 16a, představovala počátek velmi úspěšné konstrukce rychlíkových lokomotiv 2'B s vnějším rámem, s Kamperovým podvozkem vpředu a s nízko uloženým kotlem, které se pak vyráběly až do konce 90. let 19. století. Typová řada byla dodána téměř všem významným železničním společnostem v Rakousku, zahrnovala mj. řady 1, 2, a 4 kkStB, Ic ÖNWB, 17c Jižní dráhy, Ib Ústecko-teplické dráhy, Ia MÁV, nebo IIc KFNB.
V letech 1926–1927 dodala společnost 10 elektrických lokomotiv řady 1170 BBÖ (elektrická část ELIN AG) pro provoz na sklonově náročných alpských tratích Mittenwaldské a Salzkammergutské. Lokomotivy vydržely v provozu až do 90. let 20. století.
Labutí písní lokomotivky byl prototyp rychlíkové lokomotivy řady 114.01 pro rakouské státní dráhy BBÖ (1'D2' p3, v.č. 5817/29). V trojválcové verzi se do výroby nedostal, prototyp a 12 sériových kusů ve dvojčité verzi řady 214 BBÖ vyrobil v letech 1928 až 1936 konkurenční Floridsdorf.
Jako poslední opustila továrnu bezohňová parní lokomotiva s uspořádáním náprav B s výrobním číslem 5828/29 pro prachárnu v Blumau. Vzhledem k používanému továrnímu systému číslování šlo ve skutečnosti o 4999. nově vyrobenou lokomotivu továrny ve Vídeňském Novém Městě.

### Galerie

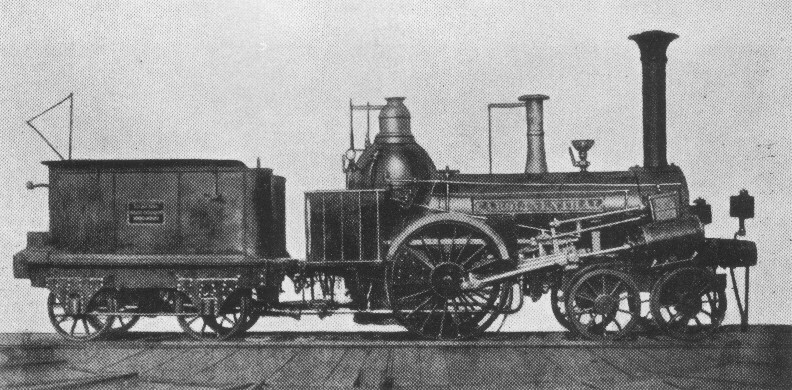
Lokomotiva "CAROLINENTHAL" (Karlín) společnosti k.k. Nördlichen Staatsbahn s výrobním číslem 4/1842
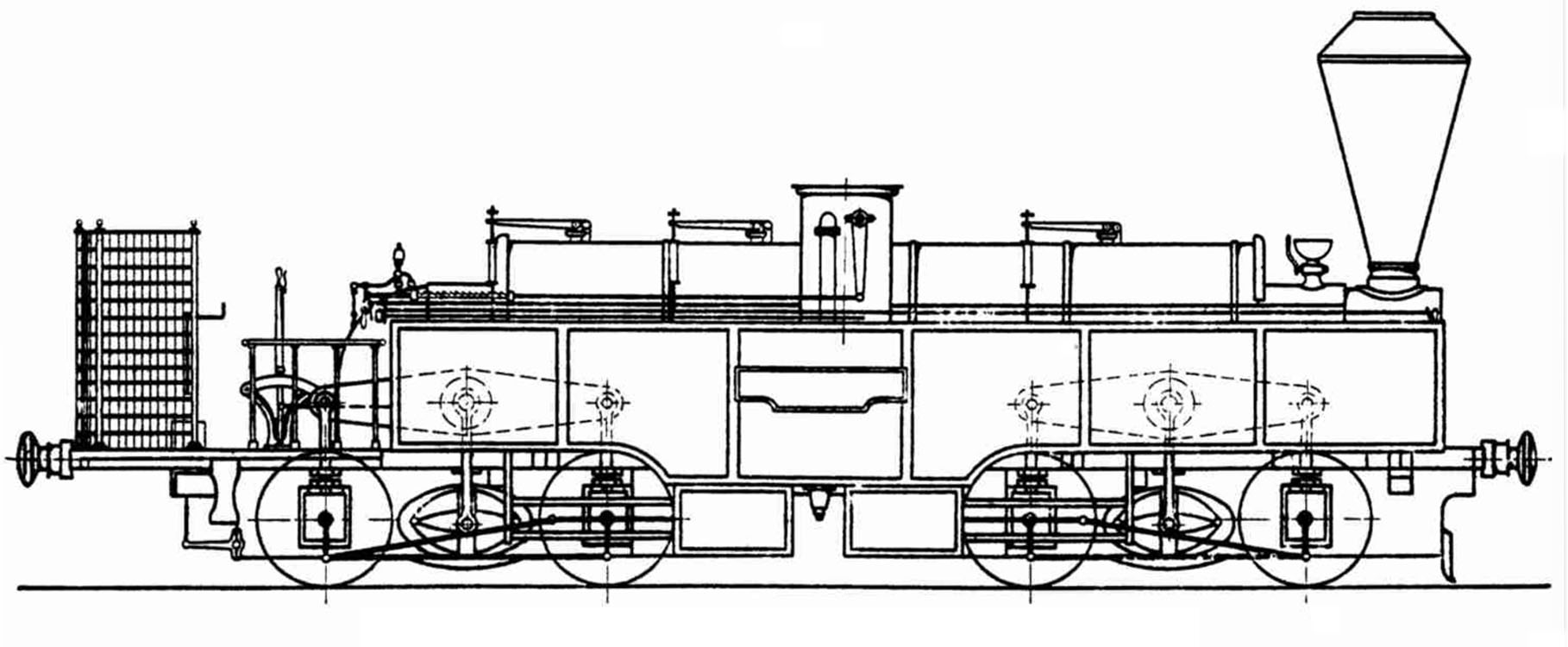
Lokomotiva "Wr.-Neustadt" postavená pro soutěž o Semmering - (W. Günther 73/1851)
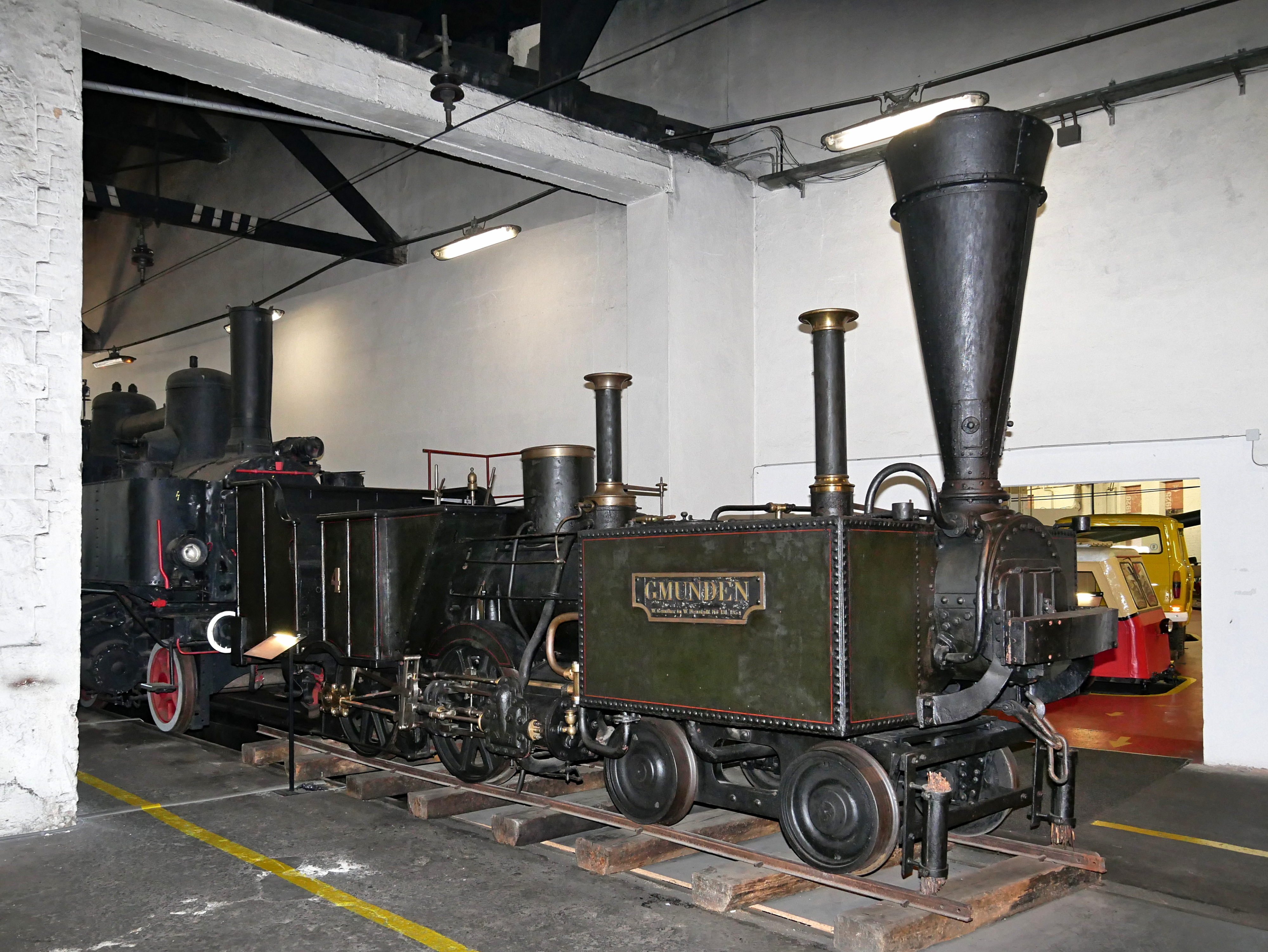
Lokomotiva č. 4 "GMUNDEN" (Günther 131/54) k.k. priv. Ersten Eisenbahn-Gesellschaft (EEG) v muzeu Jižní dráhy v Mürzzuschlagu, 2021
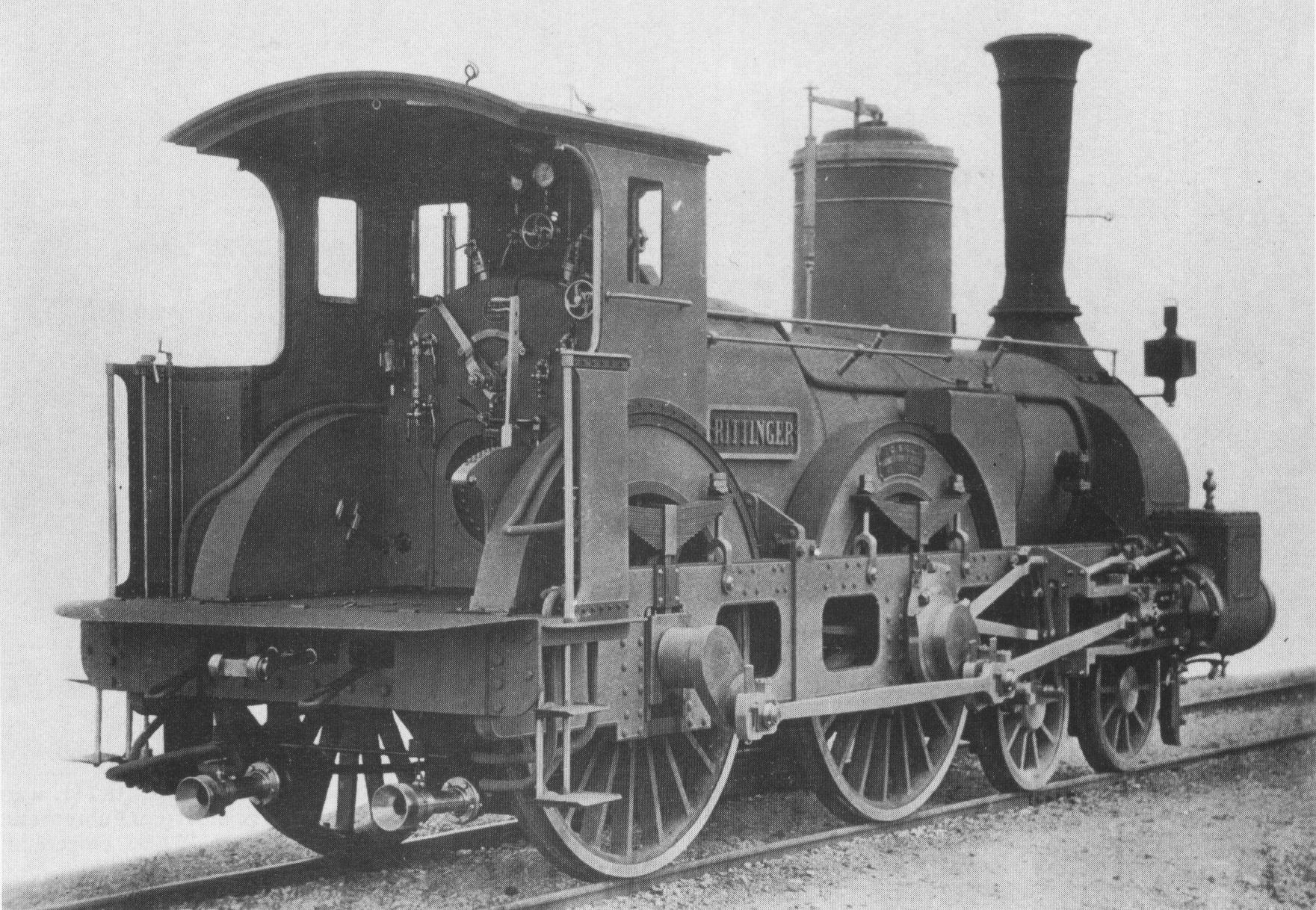
Lokomotiva ÖNWB Ia "RITTINGER", později kkStB 201.01 (v.č.1657/1873) připravená pro světovou výstavu 1873 ve Vídni, tovární foto
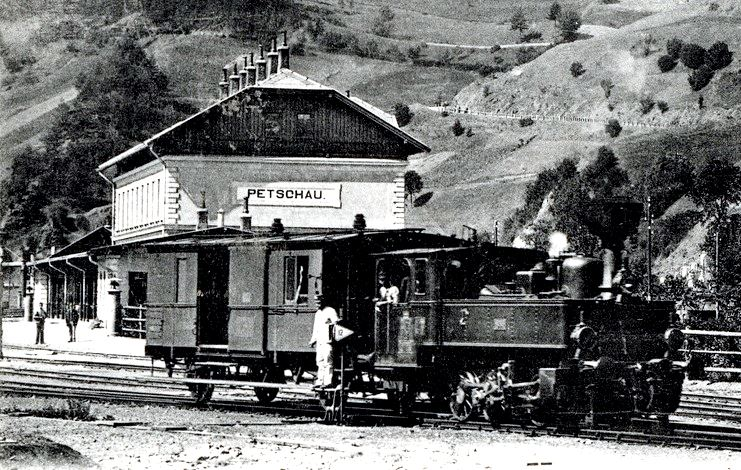
Lokálkové "kafemlejnky" řady 97 kkStB (310.0) byly jednou z konstrukcí lokomotivky Wr. Neustadt, vyráběnou od roku 1878, a pak ve značném počtu i většinou rakouských lokomotivek, včetně První Českomoravské
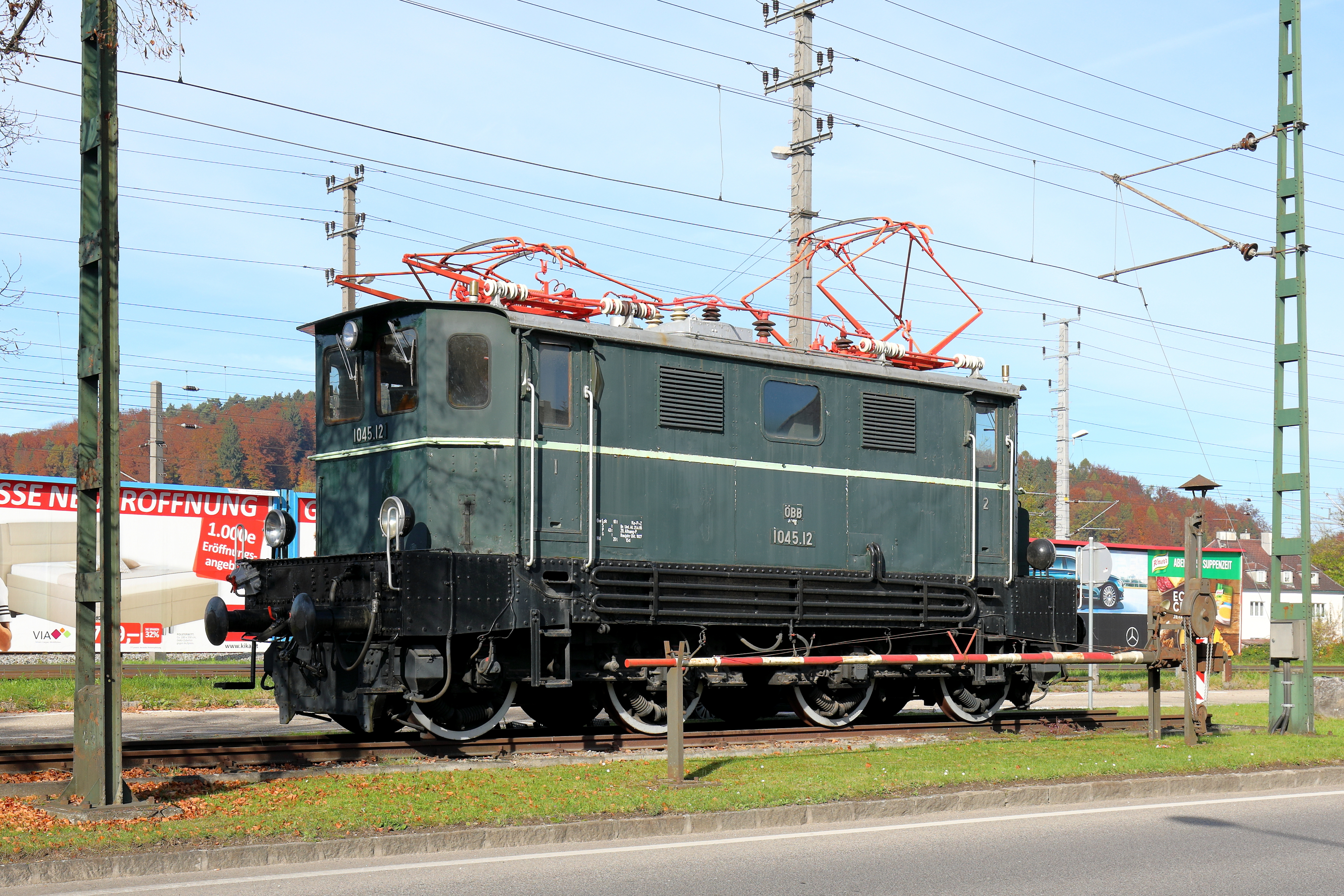
Lokomotiva řady BBÖ 1170, výkon ca. 1000 kW
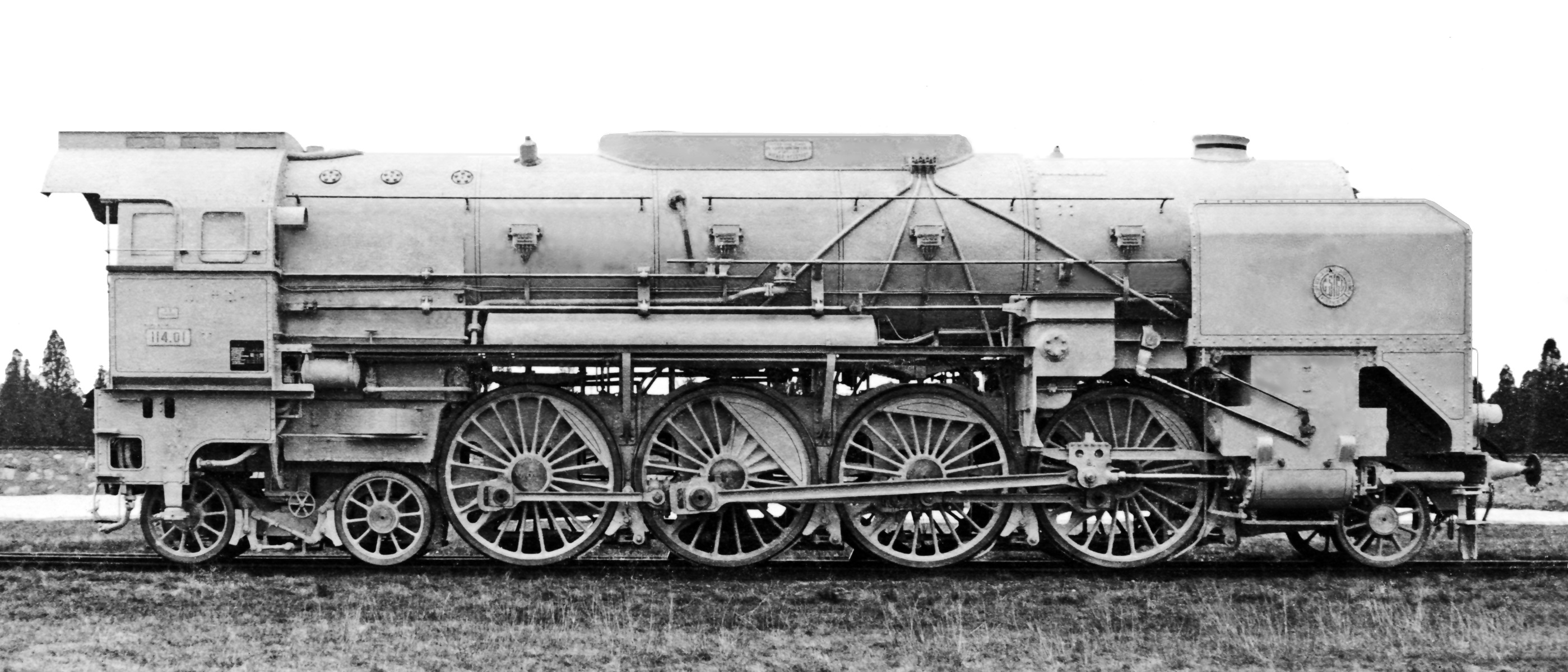
Prototyp rychlíkové lokomotivy BBÖ 114.01, tovární foto 1929